# Senior PGA Tour 1981
De Senior PGA Tour 1981 was het 2de seizoen van de Senior PGA Tour dat in 2003 vernoemd werd tot de Champions Tour. Het seizoen begon met de Michelob-Egypt Temple Senior Classic, in april, en eindigde met het PGA Seniors' Championship, in december. Er stonden zeven toernooien op de agenda waaronder twee majors.

## Kalender
| Data  | Data  | Toernooi                             | Stad                       | Winnaar          | Score | Score | Info                                       |
| ----- | ----- | ------------------------------------ | -------------------------- | ---------------- | ----- | ----- | ------------------------------------------ |
| 02-04 | 05-04 | Michelob-Egypt Temple Senior Classic | Tampa, Florida             | Don January po   | 280   | –8    | Nieuw toernooi                             |
| 05-06 | 07-06 | Eureka Federal Savings Classic       | San Francisco, Florida     | Don January      | 208   | –5    | Nieuw toernooi                             |
| 12-06 | 14-06 | Peter Jacksons Champions             | Canada                     | Miller Barber po | 204   | –6    | Nieuw toernooi Eerste Senior PGA Tour-zege |
| 26-06 | 28-06 | Marlboro Championship                | Concord, Massachusetts     | Bob Goalby       | 208   | –2    | Nieuw toernooi Eerste Senior PGA Tour-zege |
| 09-07 | 12-07 | US Senior Open                       | Birmingham, Michigan       | Arnold Palmer po | 289   | +9    |                                            |
| 16-11 | 18-10 | Suntree Seniors Classic              | Melbourne, Florida         | Miller Barber    | 204   | –12   |                                            |
| 03-12 | 06-12 | PGA Seniors' Championship            | North Miami Beach, Florida | Miller Barber    | 281   | –7    |                                            |

| Majors |  | po = winnaar na play-off |  | R = rookie of seizoensdebuut |